# ピエロ (B'zの曲)
「ピエロ」は、日本の音楽ユニット・B'zの楽曲。2006年4月12日に発売された41作目のシングル『ゆるぎないものひとつ』に2nd beatとして収録された。
上記シングルの発売と同日に、上木彩矢によるカバー・バージョンのシングル『ピエロ』も発売された。

## 概要
ロックンロール調の楽曲で、歌詞は破れかぶれな男性の心情をピエロに例えたもの。
シングル『ゆるぎないものひとつ』の2nd beatとして収録されたのち、2か月後の6月28日に発売された15thアルバム『MONSTER』にも収録された。また、2008年に発売されたベスト・アルバム『B'z The Best "ULTRA Treasure"』の収録曲を決める投票で、18位を獲得して収録された。
ライブではリリースされた年に開催された『B'z LIVE-GYM 2006 "MONSTER'S GARAGE"』と『B'z NETWORK LIVE in Japan』で披露され、その後『B'z SHOWCASE 2017 -必殺日置人-』及び『B'z SHOWCASE 2017 -B'z In Your Town-』（北海道公演）で約11年ぶりに演奏された。

## タイアップ（B'z版）
- ドワンゴ「いろメロミックス」CMソング
- チバテレビ制作UHF31局ネット『MU-GEN』2006年4月度オープニングテーマ

## 参加ミュージシャン（B'z版）
- 松本孝弘:ギター
- 稲葉浩志:ボーカル
- 徳永暁人:ベース & プログラミング
- シェーン・ガラース:ドラム
- 池田大介:プログラミング

## 収録アルバム（B'z版）
- MONSTER
- B'z The Best "ULTRA Treasure"

## ライブ映像作品
- B'z LIVE-GYM 2006 "MONSTER'S GARAGE"
- B'z LIVE in なんば
- B'z LIVE in なんば 2006 & B'z SHOWCASE 2007 -19- at Zepp Tokyo

## 上木彩矢によるカバー
上木彩矢によるカバー・バージョンは、B'zのシングル『ゆるぎないものひとつ』と同じ2006年4月12日に、GIZA studioより2枚目のシングルとして発売された。上木にとっては3ヶ月連続リリースシングルの2作目となった。歌詞が原曲とは一部異なっているが、これは彼女の世界観にあわせて稲葉自身が改めて詞を書き直したためである。
上木によるカバー・バージョンは、映画『真救世主伝説 北斗の拳 ラオウ伝 殉愛の章』主題歌として使用されることがデビュー前から決定しており、発売後はオリコン初登場9位にランクインするスマッシュヒットを記録した。また、同映画の試写会にもゲスト出演した。
累積売上2.8万枚を記録。

### 収録曲（上木彩矢版シングル）
| #         | タイトル                  | 作詞      | 作曲      | 編曲       | 時間  |
| --------- | ------------------------- | --------- | --------- | ---------- | ----- |
| 1.        | 「ピエロ」                | 稲葉浩志  | 松本孝弘  | 葉山たけし | 3:14  |
| 2.        | 「桜絵」                  | 上木彩矢  | 麻井寛史  | 麻井寛史   | 3:47  |
| 3.        | 「ピエロ -Instrumental-」 |           |           |            | 3:11  |
| 合計時間: | 合計時間:                 | 合計時間: | 合計時間: | 合計時間:  | 10:12 |

### タイアップ（上木彩矢版）
- 全国東宝洋画系ロードショー「真救世主伝説 北斗の拳 ラオウ伝 殉愛の章」主題歌（#1）
- チバテレビ制作UHF31局ネット『MU-GEN』2006年4月度エンディングテーマ（#1）

### 参加ミュージシャン（上木彩矢版）
- 葉山たけし - ギター、ベース、シンセサイザー
- 麻井寛史（the★tambourines） - ベース

### 収録アルバム（上木彩矢版）
ピエロ
- Secret Code
- AYA KAMIKI Greatest Best